# Pierre Ancher
Pierre Ancher, né le 14 mars 1893 à Souilly et mort pour la France à Bordeaux le 9 juillet 1918, est un instituteur et poète français du XXe siècle. Son nom est inscrit au Panthéon dans la liste des 560 écrivains morts pour la France.

## Biographie
Pierre Joseph Ancher, né le 14 mars 1893 à Souilly, est le fils d'Édouard Arsène Ancher (1864-), facteur des postes et de Maria Célina Nicolas (1868-1949).
Après des études au cours complémentaire de Bar-le-Duc, il est admis à l’École normale de Commercy, promotion 1909-1912. À la sortie, il est nommé instituteur adjoint à l’école primaire de Vaucouleurs.
Sursitaire en 1913 pour terminer ses études, sa fiche de recrutement militaire indique qu'il réside à Nançois-le-Petit et joue du violon.
Mobilisé au début de la Première Guerre mondiale, il est incorporé au 94e régiment d’infanterie en août 1914 comme soldat de 2e classe. Passé à la 24e compagnie du 294e régiment d’infanterie en campagne sur le front de la Somme au mois d'octobre, il est promu caporal en décembre 1914. Le 20 février 1915 à Foucqueville, près d’Hébuterne dans le Pas-de-Calais, il est touché à bout portant par une balle qui lui fracasse le coude gauche, lors de l'attaque d'un poste d’écoute. Il est évacué à l’hôpital n°101 à Amiens où il reste jusqu’en avril. Il est alors envoyé à l’hôpital n°60 de Saint-Cast jusqu'en août 1915. Il est de nouveau hospitalisé, de novembre 1915 à février 1916, à l’hôpital n°5 de Rennes, puis à l’hôpital n°50 de Saint-Malo jusqu'en juin.
Il est détaché au 1e groupe d'aviation à Dijon comme élève pilote en juin 1916. Envoyé à l'école de pilotage de Chartres en juillet, il est renvoyé au 1e groupe d'aviation en août. En novembre 1916, la commission de réforme constate une « diminution notable des mouvements du coude gauche suite de fracture articulaire par balle de fusil » et le classe au service auxiliaire. Il est affecté au 2e groupe d'aviation à Lyon en janvier 1917, puis au 3e groupe d'aviation en février au sein de la « formation russe » pour accompagner les escadrilles 581 et 582 qui partent pour la Russie,. Cette mission lui vaudra d'être décoré de la Médaille de Saint-Georges de 2e classe. Rentré en France, il retourne au dépôt en avril 1918.
De nouveau hospitalisé le 4 juillet 1918 à l’hôpital auxiliaire 25 (Saint-Louis) à Bordeaux, il meurt « des suites de maladie (dysenterie) » le 9 juillet 1918,. Il est inhumé à Souilly.

## Œuvres principales

### Poèmes
- La Meuse[8]
- Je connais des chansons[4]
- À l'hôpital, le réveil[9] - Amiens, hôpital 101, 14 mars 1915[10]

## Distinctions
- Croix de guerre 1914–1918, palme d'argent
- Médaille militaire, 26 février 1915[11]
- Médaille de Saint-Georges 2e classe[3]

## Hommages
- Le nom de Pierre Ancher est inscrit au Panthéon dans la liste des 560 écrivains morts pour la France[12].
- Décoré de la médaille militaire en février 1915, il est cité à l'ordre de l'armée comme ayant « fait preuve depuis le début de la campagne d'une bravoure et d'une énergie remarquables et s'est distingué maintes fois par la façon brillante avec laquelle il conduit une patrouille. Conduisant une patrouille, s'est avancé jusqu'au réseau de fils de fer des ennemis et avait réussi à surprendre un poste d'écoute dont il allait s'emparer, quand il a reçu au bras gauche une balle qui le força à s'arrêter après qu'il eut frappé les hommes du poste de deux coups de baïonnette qu'il a rapportée couverte de sang et a donné depuis quatre mois dans plusieurs occasions les preuves d'une grande audace et d'un courage remarquable »[11].